# Храм Успения Пресвятой Богородицы на Могильцах
Храм Успения Пресвятой Богородицы на Могильцах — православный храм, принадлежащий к Центральному благочинию Московской городской епархии Русской Православной Церкви. Находится по адресу Большой Власьевский переулок, дом 2/2.
Здание представляет собой мини-квартал, т.к. по периметру его окружают четыре переулка: Большой Власьевский, Большой Могильцевский, Большой Лёвшинский и Пречистенский.

## История
Церковь известна с XIV века. По одной из версий, название церкви связано с расположенным вокруг неё кладбищем, однако это маловероятно — до XVIII века кладбища существовали при большинстве приходских храмов Москвы. Иногда с кладбищем связывают старое название Пречистенского переулка — Мёртвый. Однако и эта гипотеза опровергается: название переулка, скорее всего, произошло от фамилии местного домовладельца Мертваго. Выдвинута также версия о том, что во время чумы 1770—1771 годов, бушевавшей в Москве, в этом переулке умерли все жители, в то время как в соседнем Чистом переулке, напротив, люди выжили. Наиболее вероятно, что наименование церкви «на Могильцах» произошло от холмистой местности, на которой она была первоначально выстроена, такие места назывались «могилистыми» или «могильцами». Рачинский ссылается на А.С Уварова, и возводит это название к наличию в этих местах курганов, которые "известны были в народе под названиями: паны, панки, пановы могилы, кочи, бугры, ямы, пупки, горы, горицы, могилицы, тоболки". 
Первое упоминание деревянного храма относится к 1560 году. Точной даты, когда на месте деревянной церкви воздвигли каменную, не установлено: по одной из версий, это произошло в 1566 году, по другой, строительство происходило при царе Алексее Михайловиче. В некоторых исследованиях отмечают, что, возможно, в 1653 году церковь была построена не целиком, а к уже существующей каменной церкви были пристроены колокольня и притвор с приделом во имя Николая Чудотворца. Придел во имя святителя Спиридона был построен в 1750 году. Старое здание церкви в 1791 году разобрали и по проекту архитектора Никола Леграна начали строить новое здание.
Иконостас был исполнен в 1861 году по проекту архитектора Григория Букина. В 1899 году храм был обновлён. В то время в соседнем доме действовала т. н. Мухановская богадельня (сейчас на её месте детсад), обустроенная прихожанами по завещанию Марии Мухановой.
В храме начал своё служение после окончания Московской духовной академии Владимир Страхов. Накануне революции настоятелем храма был протоиерей Фёдор Ловцов (1834—1919), сын Мартина Ловцова.
Храм Успения Пресвятой Богородицы дважды упоминается на страницах произведений Льва Толстого: в романе «Война и мир» сюда по приглашению Марьи Дмитриевны Ахросимовой пришли Наташа Ростова и Соня, жившие некоторое время в её доме в Староконюшенном переулке; а в романе «Анна Каренина» в церкви Успения на Могильцах венчались Левин и Китти Щербацкая.
Храм был закрыт 12 июля 1932 года, в здании разместилось Московское монтажное управление Минмонтажспецстроя. Были срезаны главы и барабаны, снесена ограда, сделаны пристройки, колоннада застроена, в полукруглой нише пробиты два окна.
Храм передан Русской православной церкви 25 декабря 2000 года, освящение прошло 20 мая 2001 года, после чего начались реставрационные работы. В 2014 году была восстановлена глава на куполе церкви, ещё ранее появились кресты на колокольнях, ниша восстановлена в первозданном виде.

## Духовенство
- Настоятель храма - протоиерей Тимофей Гонтар[3]

## Святыни
- Икона Божией Матери «Неувядаемый Цвет»,
- Ковчег с мощами Киево-Печерских преподобных отцов.
- Иконы святителя Феофана Затворника, праведного Феодора Ушакова, преподобного Феодора Санаксарского, Дивеевских преподобных Марфы, Александры, Елены с частицами мощей[3].

## Престолы
- Успения Пресвятой Богородицы
- Святителя Спиридона Тримифунтского
- Святителя Николая

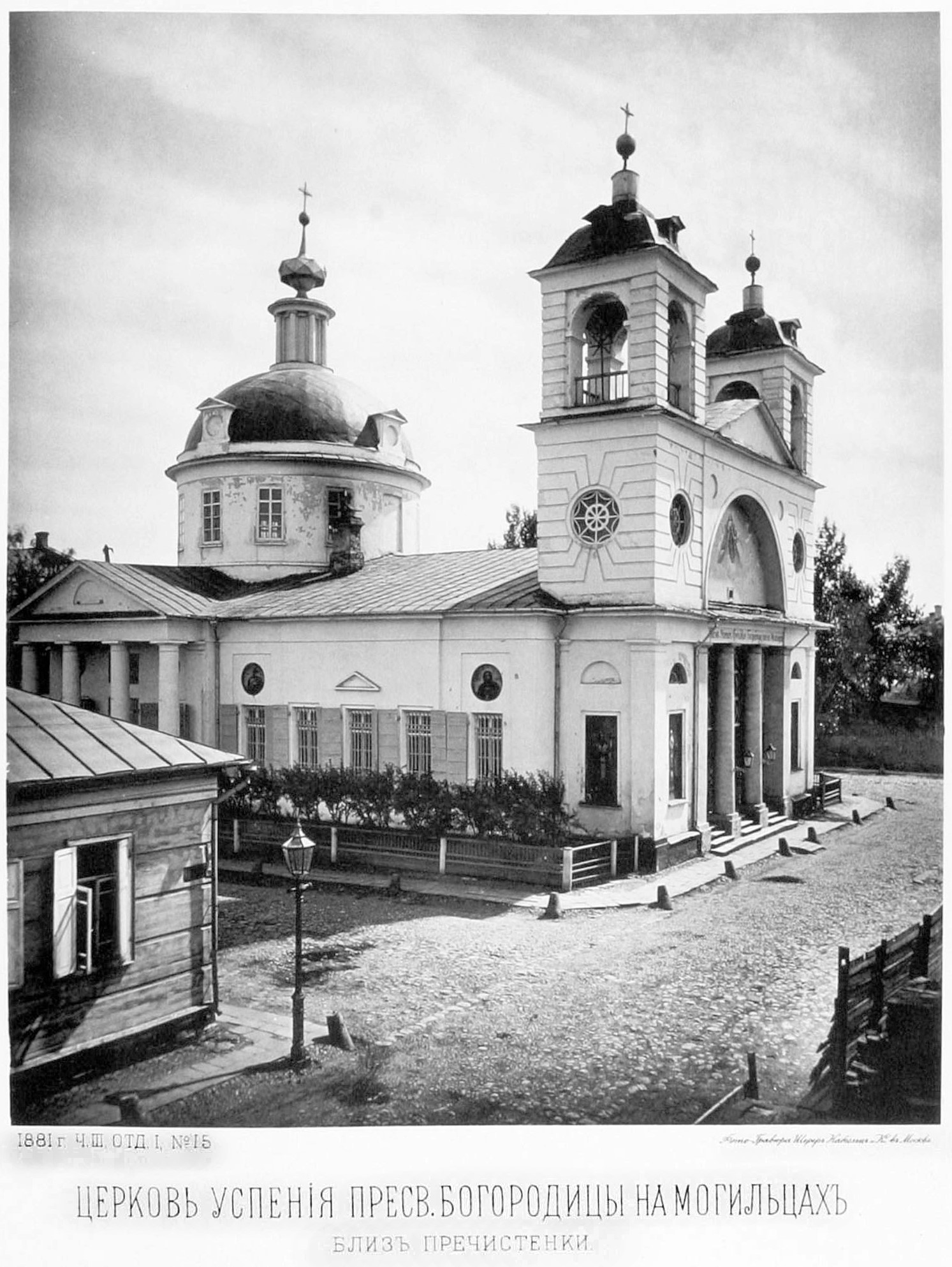
Фотография из альбома Николая Найдёнова 1881 года
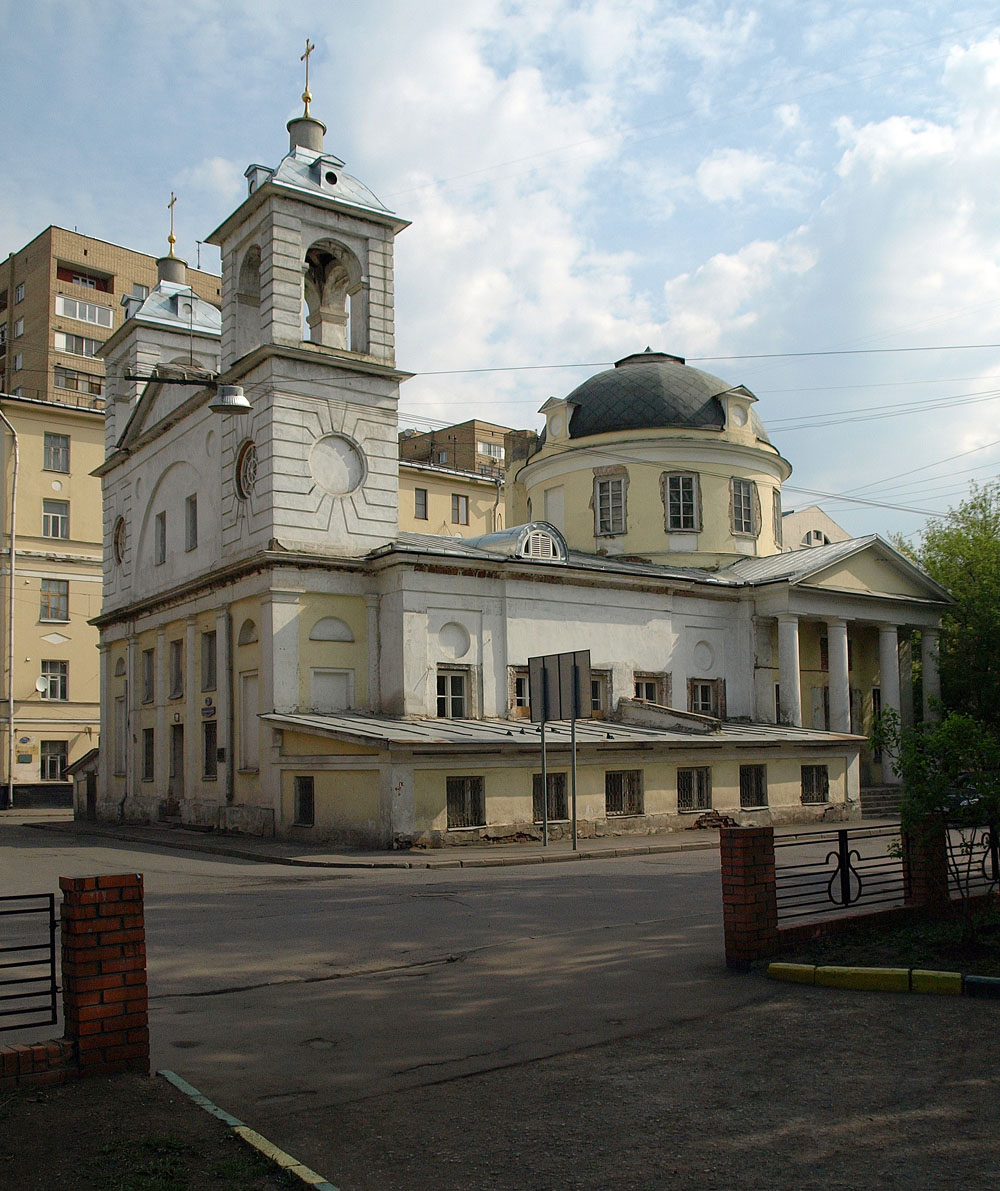
До начала реконструкции (2008 год)
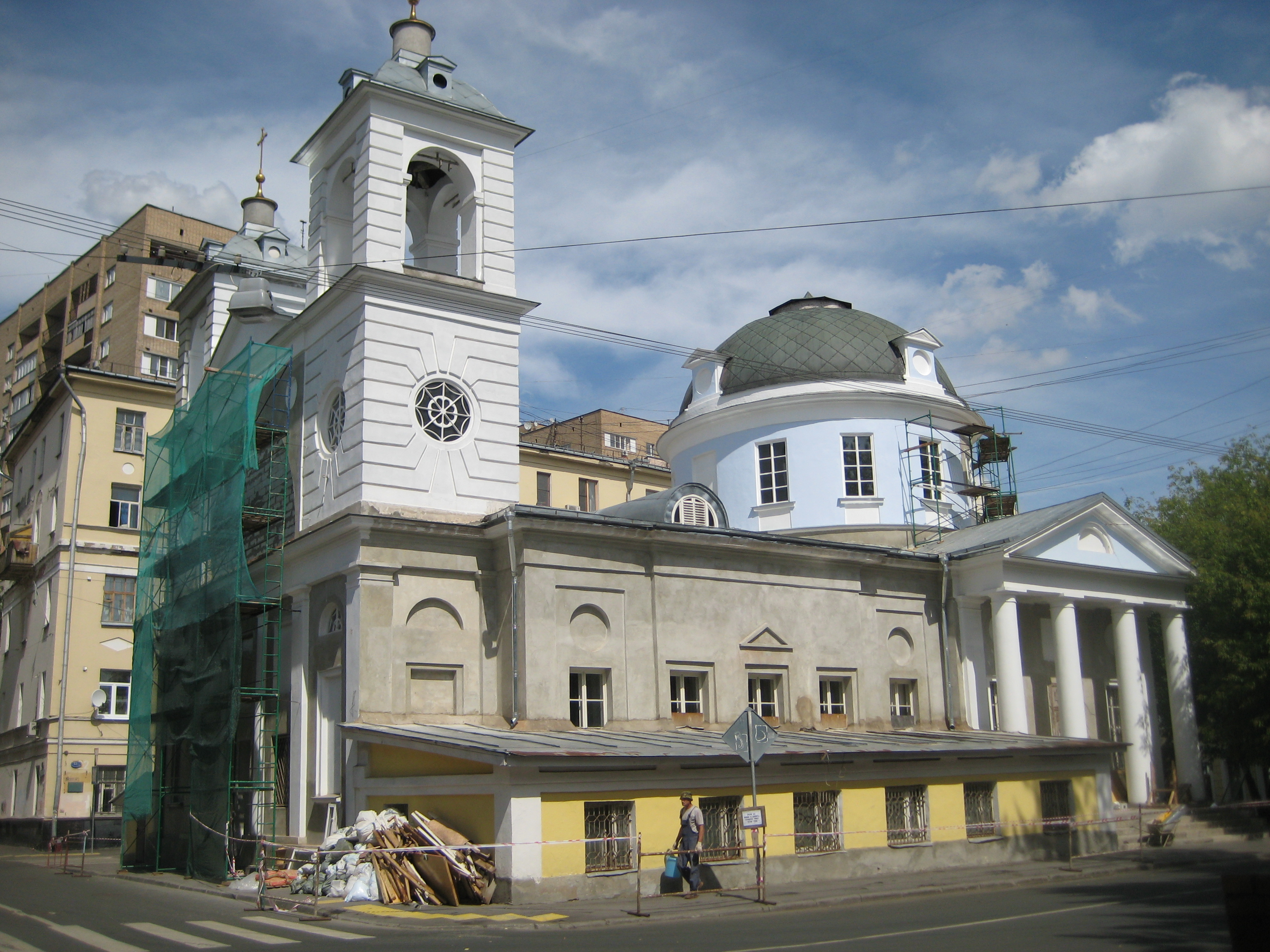
Во время реконструкции 2013 года